# 滇北球花报春
滇北球花报春（学名：Primula denticulata sp. sinodenticulata）为报春花科报春花属下的一个亚种。